# Вулиця Олександра Тишлера
Ву́лиця Олекса́ндра Ти́шлера — вулиця в місті Мелітополь. Починається від вулиці Ломоносова і закінчується вулицею Чайковського.
Складається переважно із приватного сектора. Покриття асфальтове.

## Назва
Вулиця названа на честь Олександра Григоровича Тишлера (1898-1980) — живописця, графіка, театрального художника, скульптора, уродженця Мелітополя.
Також у Мелітополі є провулок Олександра Тишлера.

## Історія
Точний вік вулиці встановити складно. Під своєю попередньою назвою, вулиця Котовського, вона вперше згадується 17 липня 1929 року в постанові Мелітопольської міськради про упорядкування назв вулиць (1929 року до Мелітополя було приєднано кілька нових територій, через що з'явилося багато вулиць з однаковими назвами; також тривало перейменування «нейтральних» вулиць на честь радянських політичних діячів). У цій постанові Богадільна вулиця стала називатися вулицею Котовського. У свою чергу, Богадільна вулиця вперше згадується у травні того ж року в списку приватновласницьких домоволодінь.
21 жовтня 1965 року кінцева ділянка вулиці, що виходить до залізниці і розташована між вулицями Чайковського і Північно-Лінійною, була виокремлена в окремий провулок Штевньова. У квітні того ж року на честь Штевньова також була перейменована Путейська вулиця.
2016 року згідно із законом про декомунізацію вулицю перейменували на честь Олександра Тишлера.
7 квітня 2023 року, під час Російського вторгнення в Україну, російська окупаційна влада Мелітополя видала наказ про перейменування вулиці на вулицю Вогнеборців.

## Транспорт
Вулицею Олександра Тишлера проходить три автобусні маршрути:
- № 7 (залізничний вокзал - вул. Героїв України);
- № 16А (Моторний завод - Лісопарк);
- № 27 (Міжрайбаза - Лісопарк).

## Галерея
|                          |  |                               |
| виїзд на вул. Ломоносова |  | початок від вул. Чайковського |
|                          |  |                               |
|                          |  |                               |